# 河内村 (兵庫県)
河内村（こうちむら）は、兵庫県揖保郡にあった村。現在のたつの市揖保川町の南部にあたる。

## 地理
- 山岳：嫦峨山
- 河川：揖保川、前川

## 歴史
- 1889年（明治22年）4月1日 - 町村制の施行により、揖西郡馬場村・金剛山村・浦部村・袋尻村・市場村の区域をもって発足。
- 1896年（明治29年）4月1日 - 所属郡が揖保郡に変更。
- 1951年（昭和26年）4月1日 - 半田村・神部村と合併して揖保川町が発足。同日河内村廃止。